# Каламкаров Вартан Олександрович
Вартан Олександрович Каламкаров (6 листопада 1906, місто Баку, тепер Азербайджан — 9 листопада 1992, місто Москва, Російська Федерація) — радянський державний діяч, заступник голови Ради народного господарства СРСР — міністр СРСР.

## Життєпис
Народився в родині приватного повіреного.
Трудову діяльність розпочав у 1923 році розсильним Закавказької контори торгового представництва СРСР у Персії в місті Баку. З 1924 року працював рахівником та бухгалтером Закавказької контори акціонерного товариства «Шарк» у Баку.
У 1926—1931 роках — студент гірничого факультету Азербайджанського політехнічного інституту імені Азізбекова, здобув спеціальність гірничого інженера.
У 1931 році — інженер із раціоналізації 1-го укрупненого Сухаранського промислу комбінату «Азнафта»; інженер із експлуатації раціоналізаторсько-дослідного управління комбінату «Азнафта» Азербайджанської РСР.
У 1931—1932 роках — аспірант, асистент Азербайджанського нафтового інституту.
У 1932—1935 роках — старший інженер, заступник головного інженера Ленінського промислового управління «Азнафти».
У 1935—1936 роках — головний інженер — заступник керуючого тресту «Азізбековнафта» Азербайджанської РСР.
У 1936—1937 роках — керуючий тресту «Орджонікідзенафта» Азербайджанської РСР.
У 1937—1938 роках — головний інженер — перший заступник начальника «Азнафтокомбінату» Азербайджанської РСР.
З березня до серпня 1938 року — інспектор із нафти при народному комісарі важкої промисловості СРСР.
У 1938—1939 роках — головний інженер — перший заступник керуючого об'єднання «Східнафтовидобуток» у місті Куйбишеві (РРФСР).
Член ВКП(б) з 1939 року.
У 1939—1940 роках — головний інженер — заступник начальника Головного управління видобутку нафти у східних районах СРСР Народного комісаріату нафтової промисловості СРСР.
У 1940—1942 роках — начальник технічного відділу Народного комісаріату нафтової промисловості СРСР.
У 1942—1944 роках — начальник «Куйбишевнафтокомбінату».
У 1944—1945 роках — начальник технічного відділу Народного комісаріату нафтової промисловості СРСР.
У січні 1945 — березні 1946 року — заступник народного комісара нафтової промисловості СРСР та начальник Головного управління нафтовидобувної промисловості.
У березні 1946 — грудні 1948 року — 1-й заступник міністра нафтової промисловості східних районів СРСР.
У грудні 1948 — травні 1955 року — заступник міністра нафтової промисловості СРСР.
У травні 1955 — травні 1957 року — заступник голови Держплану СРСР.
У травні 1957 — січні 1963 року — начальник відділу нафтової та газової промисловості та член колегії Держплану СРСР.
З січня до 12 липня 1963 року — заступник голови Ради народного господарства СРСР. 12 липня 1963 — 9 жовтня 1965 року — заступник голови Ради народного господарства СРСР — міністр СРСР.
У жовтні 1965 — жовтні 1974 року — заступник голови Державного комітету Ради міністрів СРСР із матеріально-технічного постачання (Держпостачу) СРСР.
З жовтня 1974 року — персональний пенсіонер союзного значення в Москві.
Помер 9 листопада 1992 року в Москві. Похований в Москві на Донському цвинтарі.

## Нагороди
- три ордени Леніна (5.11.1956,)
- орден Жовтневої Революції
- три ордени Трудового Червоного Прапора
- орден Червоної Зірки
- медаль «За доблесну працю у Великій Вітчизняній війні 1941—1945 рр.» (1945)
- медаль «За доблесну працю. В ознаменування 100-річчя з дня народження Володимира Ілліча Леніна» (1970)
- медалі
- Почесна грамота Президії Верховної Ради СРСР
- Ленінська премія (1962) — за нову систему розробки нафтових родовищ із застосуванням внутрішньоконтурного заводнення та її здійснення на найбільшому в СРСР Ромашкинському нафтовому родовищі
- Сталінська премія І ст. (1949) — за розробку та освоєння законтурного заводнення Туймазинського нафтового родовища, що значно підвищило його нафтовіддачу